# Бак, Ларс
Ларс Иттинг Бак (дат. Lars Ytting Bak, род. 16 января 1980 в Силькеборге, Дания) — датский профессиональный шоссейный велогонщик, выступающий за команду Мирового тура «Lotto Soudal». Многократный чемпион Дании в разных дисциплинах (2005, 2007, 2008, 2009). Участник летних Олимпийских игр 2012 года.

## Достижения
2000
1-й Этап 2 Триптик де Мон 
2003
6-й Дрёйвенкурс Оверейсе 
6-й Венендал — Венендал 
7-й Омлоп Схеодеборден 
8-й Гран-при Пино Черами 
2004
5-й Чемпионат Фландрии 
9-й Тур Люксембурга 
1-й Этап 1
9-й Тур Дании 
2005
1-й  Чемпионат Дании в групповой гонке 
1-й  Тур де л'Авенир 
1-й Этап 1
1-й Париж — Бурж
1-й Этап 4 (КГ) Тур Средиземноморья 
6-й Гран-при Орхуса
2006
1-й Эйдховенская командная гонка
1-й Этап 1 (КГ) Вуэльта Испании
4-й Тур Баварии
8-й Гран-при Марсельезы
2007
1-й  Чемпионат Дании в идивид. гонке 
1-й Этап 5 Тур Валлонии
3-й Тур Даун Андер
6-й Четыре дня Дюнкерка
2008
1-й  Чемпионат Дании в идивид. гонке 
2-й Тур Польши
1-й Этап 1 (КГ)
2-й Хералд Сан Тур
7-й Тур Баварии
9-й Франко-Бельгийское кольцо
9-й Тур Саксонии
2009
1-й  Чемпионат Дании в идивид. гонке 
6-й Тур Романдии 
7-й Энеко Тур 
1-й Этап 5
8-й Тур Дании
9-й Тур Миссури
2010
1-й Этап 1 (КГ) Вуэльта Испании
Чемпионат Дании
2-й  Групповая гонка 
9-й Индивидуальная гонка 
8-й Тур Дании
2011
1-й Этап 1 (КГ) Джиро д’Италия 
2-й  Чемпионат Дании в групповой гонке 
3-й Гран-при Хернинга
5-й Париж — Рубе
8-й Стер ЗЛМ Тур
2012
1-й Гран-при Фурми
1-й Этап 12 Джиро д’Италия 
10-й Стер ЗЛМ Тур
2013
2-й Тур Дании
2014
2-й Тур Дании
2015
2-й Тур Дании
6-й Три дня Де-Панне
2018
10-й Кэдел Эванс Грейт Оушен Роуд 

## Статистика выступлений

### Гранд-туры
| Гонка           | 2003 | 2004 | 2005 | 2006 | 2007 | 2008 | 2009 | 2010 | 2011 | 2012 | 2013 | 2014 | 2015 | 2016 | 2017 |
| --------------- | ---- | ---- | ---- | ---- | ---- | ---- | ---- | ---- | ---- | ---- | ---- | ---- | ---- | ---- | ---- |
| Джиро д'Италия  | НФ   | —    | —    | —    | —    | —    | 16   | —    | 126  | 72   | 94   | 56   | 90   | НФ   | 118  |
| Тур де Франс    | —    | —    | —    | —    | —    | —    | —    | —    | 152  | 96   | 108  | 82   | 37   | 173  | 123  |
| Вуэльта Испании | —    | —    | —    | 21   | —    | —    | —    | 154  | —    | —    | —    | —    | —    | —    | —    |

| —  | Не участвовал  |
| НФ | Не финишировал |